# Eleições autárquicas portuguesas de 1993 no distrito de Faro
| Eleições autárquicas portuguesas de 1993 Distritos: Aveiro \| Beja \| Braga \| Bragança \| Castelo Branco \| Coimbra \| Évora \| Faro \| Guarda \| Leiria \| Lisboa \| Portalegre \| Porto \| Santarém \| Setúbal \| Viana do Castelo \| Vila Real \| Viseu \| Açores \| Madeira |

## Resultados por concelho
Os resultados nos concelhos do distrito de Faro foram os seguintes:

### Albufeira
| Partido                 | Partido                        | Votos  | %               | +/-   | Vereadores | +/-     |
| ----------------------- | ------------------------------ | ------ | --------------- | ----- | ---------- | ------- |
|                         | Partido Socialista             | 4 644  | 46,53 / 100,00  | 4,13  | 4 / 7      | Estável |
|                         | Partido Social Democrata       | 3 929  | 39,36 / 100,00  | 13,26 | 3 / 7      | 1       |
|                         | Coligação Democrática Unitária | 683    | 6,84 / 100,00   | 0,65  | 0 / 7      | Estável |
|                         | Partido Popular                | 418    | 4,19 / 100,00   | 9,51  | 0 / 7      | 1       |
| Votos Inválidos         | Votos Inválidos                | 307    | 3,07 / 100,00   | 0,28  |            |         |
| Total                   | Total                          | 9 981  | 100,00 / 100,00 |       | 7 / 7      |         |
| Eleitorado/Participação | Eleitorado/Participação        | 17 827 | 55,99 / 100,00  | 1,62  |            |         |

### Alcoutim
| Partido                 | Partido                        | Votos | %               | +/-   | Vereadores | +/-     |
| ----------------------- | ------------------------------ | ----- | --------------- | ----- | ---------- | ------- |
|                         | Partido Social Democrata       | 1 440 | 46,20 / 100,00  | 12,26 | 3 / 5      | 1       |
|                         | Partido Socialista             | 1 184 | 37,99 / 100,00  | 12,19 | 2 / 5      | 1       |
|                         | Coligação Democrática Unitária | 284   | 9,11 / 100,00   | 2,42  | 0 / 5      | Estável |
|                         | Partido Popular                | 55    | 1,76 / 100,00   | -     | 0 / 5      | -       |
| Votos Inválidos         | Votos Inválidos                | 154   | 4,94 / 100,00   | 0,59  |            |         |
| Total                   | Total                          | 3 117 | 100,00 / 100,00 |       | 5 / 5      |         |
| Eleitorado/Participação | Eleitorado/Participação        | 4 258 | 73,20 / 100,00  | 5,44  |            |         |

### Aljezur
| Partido                 | Partido                        | Votos | %               | +/-  | Vereadores | +/-     |
| ----------------------- | ------------------------------ | ----- | --------------- | ---- | ---------- | ------- |
|                         | Coligação Democrática Unitária | 1 673 | 46,54 / 100,00  | 2,57 | 3 / 5      | 1       |
|                         | Partido Socialista             | 992   | 27,59 / 100,00  | 2,95 | 1 / 5      | 1       |
|                         | Partido Social Democrata       | 725   | 20,17 / 100,00  | 1,57 | 1 / 5      | Estável |
|                         | Partido Popular                | 51    | 1,42 / 100,00   | -    | 0 / 5      | -       |
| Votos Inválidos         | Votos Inválidos                | 154   | 4,28 / 100,00   | 0,53 |            |         |
| Total                   | Total                          | 3 595 | 100,00 / 100,00 |      | 5 / 5      |         |
| Eleitorado/Participação | Eleitorado/Participação        | 4 940 | 72,77 / 100,00  | 1,72 |            |         |

### Castro Marim
| Partido                 | Partido                        | Votos | %               | +/-  | Vereadores | +/-     |
| ----------------------- | ------------------------------ | ----- | --------------- | ---- | ---------- | ------- |
|                         | Partido Socialista             | 2 208 | 53,27 / 100,00  | 0,46 | 3 / 5      | Estável |
|                         | Partido Social Democrata       | 1 533 | 36,98 / 100,00  | 5,97 | 2 / 5      | Estável |
|                         | Coligação Democrática Unitária | 170   | 4,10 / 100,00   | 0,87 | 0 / 5      | Estável |
|                         | Partido Popular                | 49    | 1,18 / 100,00   | -    | 0 / 5      | -       |
| Votos Inválidos         | Votos Inválidos                | 185   | 4,46 / 100,00   | 0,46 |            |         |
| Total                   | Total                          | 4 145 | 100,00 / 100,00 |      | 5 / 5      |         |
| Eleitorado/Participação | Eleitorado/Participação        | 5 772 | 71,81 / 100,00  | 2,60 |            |         |

### Faro
| Partido                 | Partido                        | Votos  | %               | +/-  | Vereadores | +/-     |
| ----------------------- | ------------------------------ | ------ | --------------- | ---- | ---------- | ------- |
|                         | Partido Socialista             | 8 309  | 32,86 / 100,00  | 9,90 | 3 / 7      | Estável |
|                         | Partido Social Democrata       | 6 596  | 26,08 / 100,00  | 7,93 | 2 / 7      | 1       |
|                         | Coligação Democrática Unitária | 4 471  | 17,68 / 100,00  | 3,99 | 1 / 7      | Estável |
|                         | Partido Popular                | 3 213  | 12,71 / 100,00  | 7,53 | 1 / 7      | 1       |
|                         | Movimento Partido da Terra     | 1 696  | 6,71 / 100,00   | Novo | 0 / 7      | Novo    |
| Votos Inválidos         | Votos Inválidos                | 1 002  | 3,96 / 100,00   | 0,44 |            |         |
| Total                   | Total                          | 25 287 | 100,00 / 100,00 |      | 7 / 7      |         |
| Eleitorado/Participação | Eleitorado/Participação        | 44 203 | 57,21 / 100,00  | 4,32 |            |         |

### Lagoa
| Partido                 | Partido                        | Votos  | %               | +/-  | Vereadores | +/-     |
| ----------------------- | ------------------------------ | ------ | --------------- | ---- | ---------- | ------- |
|                         | Partido Social Democrata       | 4 728  | 49,95 / 100,00  | 6,73 | 4 / 7      | 1       |
|                         | Partido Socialista             | 3 305  | 34,92 / 100,00  | 7,61 | 3 / 7      | 1       |
|                         | Coligação Democrática Unitária | 758    | 8,01 / 100,00   | 0,83 | 0 / 7      | Estável |
|                         | Partido Popular                | 319    | 3,37 / 100,00   | 0,02 | 0 / 7      | Estável |
| Votos Inválidos         | Votos Inválidos                | 355    | 3,75 / 100,00   | 0,03 |            |         |
| Total                   | Total                          | 9 465  | 100,00 / 100,00 |      | 7 / 7      |         |
| Eleitorado/Participação | Eleitorado/Participação        | 14 088 | 67,18 / 100,00  | 3,45 |            |         |

### Lagos
| Partido                 | Partido                        | Votos  | %               | +/-  | Vereadores | +/-     |
| ----------------------- | ------------------------------ | ------ | --------------- | ---- | ---------- | ------- |
|                         | Partido Social Democrata       | 5 505  | 42,43 / 100,00  | 7,46 | 3 / 7      | 1       |
|                         | Partido Socialista             | 3 637  | 28,03 / 100,00  | 0,72 | 2 / 7      | Estável |
|                         | Coligação Democrática Unitária | 2 913  | 22,45 / 100,00  | 7,91 | 2 / 7      | 1       |
|                         | Partido Popular                | 428    | 3,30 / 100,00   | 0,84 | 0 / 7      | Estável |
| Votos Inválidos         | Votos Inválidos                | 491    | 3,78 / 100,00   | 0,58 |            |         |
| Total                   | Total                          | 12 974 | 100,00 / 100,00 |      | 7 / 7      |         |
| Eleitorado/Participação | Eleitorado/Participação        | 18 878 | 68,73 / 100,00  | 1,72 |            |         |

### Loulé
| Partido                 | Partido                        | Votos  | %               | +/-  | Vereadores | +/-     |
| ----------------------- | ------------------------------ | ------ | --------------- | ---- | ---------- | ------- |
|                         | Partido Socialista             | 13 747 | 48,90 / 100,00  | 3,99 | 4 / 7      | Estável |
|                         | Partido Social Democrata       | 11 233 | 39,96 / 100,00  | 2,52 | 3 / 7      | Estável |
|                         | Coligação Democrática Unitária | 830    | 2,95 / 100,00   | 1,00 | 0 / 7      | Estável |
|                         | Movimento Partido da Terra     | 744    | 2,65 / 100,00   | Novo | 0 / 7      | Novo    |
|                         | Partido Popular                | 552    | 1,96 / 100,00   | 2,59 | 0 / 7      | Estável |
| Votos Inválidos         | Votos Inválidos                | 1 006  | 3,58 / 100,00   | 0,53 |            |         |
| Total                   | Total                          | 28 112 | 100,00 / 100,00 |      | 7 / 7      |         |
| Eleitorado/Participação | Eleitorado/Participação        | 43 528 | 64,58 / 100,00  | 5,02 |            |         |

### Monchique
| Partido                 | Partido                        | Votos | %               | +/-  | Vereadores | +/-     |
| ----------------------- | ------------------------------ | ----- | --------------- | ---- | ---------- | ------- |
|                         | Partido Socialista             | 2 823 | 51,75 / 100,00  | 0,52 | 3 / 5      | Estável |
|                         | Partido Social Democrata       | 2 255 | 41,34 / 100,00  | 1,93 | 2 / 5      | Estável |
|                         | Coligação Democrática Unitária | 138   | 2,53 / 100,00   | 0,26 | 0 / 5      | Estável |
|                         | Partido Popular                | 57    | 1,04 / 100,00   | -    | 0 / 5      | -       |
| Votos Inválidos         | Votos Inválidos                | 182   | 3,33 / 100,00   | 0,10 |            |         |
| Total                   | Total                          | 5 455 | 100,00 / 100,00 |      | 5 / 5      |         |
| Eleitorado/Participação | Eleitorado/Participação        | 7 445 | 73,27 / 100,00  | 2,95 |            |         |

### Olhão
| Partido                 | Partido                        | Votos  | %               | +/-  | Vereadores | +/-     |
| ----------------------- | ------------------------------ | ------ | --------------- | ---- | ---------- | ------- |
|                         | Partido Socialista             | 7 378  | 45,67 / 100,00  | 4,03 | 4 / 7      | Estável |
|                         | Partido Social Democrata       | 4 899  | 30,32 / 100,00  | 4,05 | 2 / 7      | Estável |
|                         | Coligação Democrática Unitária | 2 019  | 12,50 / 100,00  | 4,10 | 1 / 7      | Estável |
|                         | Partido Popular                | 1 207  | 7,47 / 100,00   | 3,27 | 0 / 7      | Estável |
| Votos Inválidos         | Votos Inválidos                | 653    | 4,04 / 100,00   | 0,82 |            |         |
| Total                   | Total                          | 16 156 | 100,00 / 100,00 |      | 7 / 7      |         |
| Eleitorado/Participação | Eleitorado/Participação        | 31 123 | 51,91 / 100,00  | 0,86 |            |         |

### Portimão
| Partido                 | Partido                        | Votos  | %               | +/-  | Vereadores | +/-     |
| ----------------------- | ------------------------------ | ------ | --------------- | ---- | ---------- | ------- |
|                         | Partido Socialista             | 9 286  | 43,88 / 100,00  | 4,76 | 3 / 7      | Estável |
|                         | Partido Social Democrata       | 7 319  | 34,59 / 100,00  | 4,28 | 3 / 7      | Estável |
|                         | Coligação Democrática Unitária | 2 488  | 11,76 / 100,00  | 0,72 | 1 / 7      | Estável |
|                         | Partido Popular                | 997    | 4,71 / 100,00   | 0,60 | 0 / 7      | Estável |
|                         | União Democrática Popular      | 363    | 1,72 / 100,00   | 0,30 | 0 / 7      | Estável |
| Votos Inválidos         | Votos Inválidos                | 709    | 3,35 / 100,00   | 0,89 |            |         |
| Total                   | Total                          | 21 162 | 100,00 / 100,00 |      | 7 / 7      |         |
| Eleitorado/Participação | Eleitorado/Participação        | 34 873 | 60,68 / 100,00  | 4,20 |            |         |

### São Brás de Alportel
| Partido                 | Partido                           | Votos | %               | +/-  | Vereadores | +/-     |
| ----------------------- | --------------------------------- | ----- | --------------- | ---- | ---------- | ------- |
|                         | Partido Socialista                | 2 723 | 57,63 / 100,00  | 2,61 | 4 / 5      | 1       |
|                         | Partido Social Democrata          | 1 240 | 26,24 / 100,00  | 9,56 | 1 / 5      | 1       |
|                         | Partido da Solidariedade Nacional | 264   | 5,59 / 100,00   | Novo | 0 / 5      | Novo    |
|                         | Coligação Democrática Unitária    | 218   | 4,61 / 100,00   | 1,52 | 0 / 5      | Estável |
|                         | Partido Popular                   | 68    | 1,44 / 100,00   | -    | 0 / 5      | -       |
| Votos Inválidos         | Votos Inválidos                   | 212   | 4,49 / 100,00   | 1,44 |            |         |
| Total                   | Total                             | 4 725 | 100,00 / 100,00 |      | 5 / 5      |         |
| Eleitorado/Participação | Eleitorado/Participação           | 7 030 | 67,21 / 100,00  | 1,19 |            |         |

### Silves
| Partido                 | Partido                        | Votos  | %               | +/-  | Vereadores | +/-     |
| ----------------------- | ------------------------------ | ------ | --------------- | ---- | ---------- | ------- |
|                         | Coligação Democrática Unitária | 6 053  | 33,87 / 100,00  | 1,06 | 3 / 7      | 1       |
|                         | Partido Social Democrata       | 5 602  | 31,35 / 100,00  | 3,61 | 2 / 7      | Estável |
|                         | Partido Socialista             | 5 031  | 28,15 / 100,00  | 7,00 | 2 / 7      | 1       |
|                         | Partido Popular                | 356    | 1,99 / 100,00   | -    | 0 / 7      | -       |
| Votos Inválidos         | Votos Inválidos                | 829    | 4,64 / 100,00   | 0,34 |            |         |
| Total                   | Total                          | 17 871 | 100,00 / 100,00 |      | 7 / 7      |         |
| Eleitorado/Participação | Eleitorado/Participação        | 27 364 | 65,31 / 100,00  | 3,33 |            |         |

### Tavira
| Partido                 | Partido                        | Votos  | %               | +/-  | Vereadores | +/-     |
| ----------------------- | ------------------------------ | ------ | --------------- | ---- | ---------- | ------- |
|                         | Partido Socialista             | 7 920  | 60,83 / 100,00  | 2,87 | 5 / 7      | Estável |
|                         | Partido Social Democrata       | 3 552  | 27,28 / 100,00  | 0,53 | 2 / 7      | Estável |
|                         | Coligação Democrática Unitária | 661    | 5,08 / 100,00   | 0,93 | 0 / 7      | Estável |
|                         | Partido Popular                | 322    | 2,47 / 100,00   | 1,42 | 0 / 7      | Estável |
| Votos Inválidos         | Votos Inválidos                | 565    | 4,34 / 100,00   | 0,01 |            |         |
| Total                   | Total                          | 13 020 | 100,00 / 100,00 |      | 7 / 7      |         |
| Eleitorado/Participação | Eleitorado/Participação        | 20 836 | 62,49 / 100,00  | 5,92 |            |         |

### Vila do Bispo
| Partido                 | Partido                        | Votos | %               | +/-   | Vereadores | +/- |
| ----------------------- | ------------------------------ | ----- | --------------- | ----- | ---------- | --- |
|                         | Partido Socialista             | 1 114 | 32,96 / 100,00  | 1,96  | 2 / 5      | 1   |
|                         | Partido Social Democrata       | 1 092 | 32,31 / 100,00  | 22,61 | 2 / 5      | 1   |
|                         | Coligação Democrática Unitária | 946   | 27,99 / 100,00  | 21,73 | 1 / 5      | 2   |
|                         | Partido Popular                | 99    | 2,93 / 100,00   | -     | 0 / 5      | -   |
| Votos Inválidos         | Votos Inválidos                | 129   | 3,81 / 100,00   | 0,57  |            |     |
| Total                   | Total                          | 3 380 | 100,00 / 100,00 |       | 5 / 5      |     |
| Eleitorado/Participação | Eleitorado/Participação        | 4 607 | 73,37 / 100,00  | 5,60  |            |     |

### Vila Real de Santo António
| Partido                 | Partido                        | Votos  | %               | +/-  | Vereadores | +/-     |
| ----------------------- | ------------------------------ | ------ | --------------- | ---- | ---------- | ------- |
|                         | Coligação Democrática Unitária | 3 762  | 36,56 / 100,00  | 4,01 | 3 / 7      | 1       |
|                         | Partido Socialista             | 3 742  | 36,37 / 100,00  | 7,57 | 3 / 7      | 1       |
|                         | Partido Social Democrata       | 2 349  | 22,83 / 100,00  | 2,07 | 1 / 7      | Estável |
|                         | Partido Popular                | 203    | 1,97 / 100,00   | -    | 0 / 7      | -       |
| Votos Inválidos         | Votos Inválidos                | 233    | 2,26 / 100,00   | 0,49 |            |         |
| Total                   | Total                          | 10 289 | 100,00 / 100,00 |      | 7 / 7      |         |
| Eleitorado/Participação | Eleitorado/Participação        | 14 403 | 71,44 / 100,00  | 0,96 |            |         |